# دبليو 60 (قنبلة نووية)
دبليو 60 هو أحد نظام الأسلحة النووية البائدة ولقد صمم ليكون رأس حربي نووي صغير لصاروخ سطح البحر من طراز تيفون في الولايات المتحدة.
بدأ التطوير في عام 1959 ووجد العديد من مشاكل السلامة إلى تأخير تطوير دبليو 60. وقد واجه التيفون نفسه مشاكل إنمائية أكثر صعوبة خاصة في حجم ووزن رادارات وأنظمة التحكم. بحلول أواخر عام 1963 تم إلغاء التيفون مع إنهاء دبليو 60 في مارس 1964.